# Dhenkanal
Dhenkanal è una suddivisione dell'India, classificata come municipality, di 57.651 abitanti, capoluogo del distretto di Dhenkanal, nello stato federato dell'Orissa. In base al numero di abitanti la città rientra nella classe II (da 50.000 a 99.999 persone).

## Geografia fisica
La città è situata a 20° 40' 0 N e 85° 35' 60 E e ha un'altitudine di 79 m s.l.m..

## Società

### Evoluzione demografica
Al censimento del 2001 la popolazione di Dhenkanal assommava a 57.651 persone, delle quali 30.479 maschi e 27.172 femmine. I bambini di età inferiore o uguale ai sei anni assommavano a 5.939, dei quali 3.129 maschi e 2.810 femmine. Infine, coloro che erano in grado di saper almeno leggere e scrivere erano 45.540, dei quali 25.544 maschi e 19.996 femmine.